# ラーラ・ラティファ・ハンム
ラーラ・ラティファ・ハンム（لطيفة حمو、Lalla Latifa Hammou、1946年 - 2024年6月29日）は、モロッコの前国王ハサン2世の王妃で、現国王ムハンマド6世、ラーラ・メリヤム王女、ムーレイ・ラシード王子、ラーラ・アズマ王女、ラーラ・ハズナ王女の母である。

## 来歴
ベルベル系ゼナタ族のザイヤーン家出身。生誕時の名はファティマ・ハンムであったが、ハサン2世の他の妻と区別するためにラティファという名を与えられ、1961年に結婚した。国王の妻かつ王位後継者の母であったが、王族の尊称は与えられることはなく、むしろ王女の母として知られていた。
国王ハサン2世の死後、国王の警護総監であったムハンマド・メディウーリと再婚した。そのため、息子である現国王ムハンマド6世はジャック・シラクが調停に入るまで母親を認めなかった。現在、メディウーリとフランスに在住している。
2022年8月、病気によりフランスの病院に入院した。ムハンマド6世が見舞いにも来た。
2024年6月29日に死去。78歳没。